# Eksarhati na Apeninskem polotoku
Eksarhat je bila administrativna enota bizantinskega cesarstva po propadu zahodnega dela rimskega cesarstva. Na Apeninskem polotoku so bila sprva vsa posestva Bizanca vključena v Italijanski eksarhat s prestolnico v Raveni, a v teku stoletij se je ozemlje razdelilo na več enot. Od sedmega stoletja dalje se je začela uveljavljati politična sila papežev, ki je s časom prerasla vpliv bizantinskega cesarstva. Poleg tega so se pojavile zahteve lokalnih plemičev po avtonomiji, kar je postopoma privedlo do zatona eksarhatov. Iz njih so se razvili ducati (izg. dukati), to je kneževine, ki so bile skozi ves srednji vek glavna politična sila na območju današnje Italije.

## Predzgodovina
Ko je leta 395 umrl Teodozij I., zadnji cesar celotnega Rimskega imperija, je postal njegov starejši sin Arkadij cesar vzhodnega rimskega cesarstva, njegov mlajši sin Onorij pa cesar zahodnega. Ta je leta 402 zaradi nevarnosti gotskih vpadov prenesel prestolnico iz Milana v Ravenno, ki je bila s kopnega težko dosegljiva zaradi obširnih močvirij, na morju pa je bila praktično nepremagljiva. Prav tu je bil leta 476 odstavljen njegov daljni naslednik Romul Avgustul, zadnji zahodnorimski cesar. Oblast je prevzel Odoaker, ki je cesarske insignije poslal v Bizanc; vzhodnorimski cesar Zenon je imenoval Odoakra za patricija in kot takemu priznal oblast nad pridobljenimi deželami. Vse ozemlje je postalo ostrogotska kraljevina s prestolnico v Ravenni, ki je bila formalno odvisna od Bizanca. Trajala je do Justinijanovih gotskih vojn 535 - 553, s katerimi so bile vse posesti vključene v direktno upravo Bizanca. Italijansko ozemlje je bilo vojaško in upravno preurejeno. Vojaške postojanke so bile nameščene v Forum Iulii (današnji Čedad), v Trentu, ob jezeru Como in na današnji francosko-italijanski meji. Ozemlje je postalo prefektura in je bilo razdeljeno na province.

## Italijanski eksarhat
Leta 567 je prefektura postala Italijanski eksarhat s prestolnico v Ravenni. Eksarha je imenoval direktno bizantinski cesar in je bil navadno iz vzhodnih dežel, večkrat celo dvorni evnuh. Eksarhat je imel civilno in vojaško oblast in ni odpravil prejšnjih vodilnih kadrov, pač pa jih je podredil eksarhovi oblasti.
Meje Italijanskega eksarhata niso bile nikoli natančno določene, ker so kmalu po njegovi ustanovitvi vdrli v deželo Langobardi, ki so preprečili vsakršno stalno upravo. Kljub pomoči iz Bizanca, eksarhat ni mogel zaustaviti prodiranja Langobardov, ki so zasedli velik del njegovega ozemlja in celo postavili svojo prestolnico v mesto Pavia. Skoraj vse bizantinsko ozemlje je prešlo najprej pod Langobarde in nato večinoma pod papeževo oblast, a natančne letnice so večkrat sporne. Medtem ko lahko postavljamo prehod na cerkvena posestva okvirno v obdobje Pipina Malega (približno 750 - 779), ni dovolj langobardskih zapisov o njihovem kraljevanju. Na razpolago so le podatki posameznih mestnih uprav, ki se večinoma dolgo niso sprijaznile z langobardsko oblastjo in so se čim dlje smatrale za neodvisne.

## Eparhije in vojaška okrožja
Po izgubi severnih posestev je leta 580 cesar Tiberij II. Konstantin preuredil eksarhat z razdelitvijo na pet provinc imenovanih eparhije. To so bile Annonaria (današnje dežele Marke, Romanja in delno Lombardija, vključno z Ravenno in Benetkami), Calabria (današnja Apulija), Campania (današnja Kampanija), Emilia (Padska nižina) in Urbicaria (današnji Lacij in del Toskane). S tem je nameraval predvsem povečati vojaško moč eksarhata v boju proti Langobardom, a mu je smrt preprečila račune. Njegov naslednik, Mavricij, je posestva na Apeninskem polotoku raje razdelil na sedem vojaških okrožij, ki jih je upravljal vojaški guverner imenovan dux. S časom so nekateri dux proglasili samostojnost in postali duca - knez. Ta okrožja so bila: Ravenski eksarhat, Rimski eksarhat, Pentapolis, Venetika, Napoli, Ligurija in Istra. Ligurija in Istra sta pokrivali ozemlje, ki ima tudi danes isto ime; bizantinska uprava v teh dveh okrožjih ni imela večjih političnih posledic, zapustila je le kulturne spomenike.

## Ravenski eksarhat
Ravenski eksarhat je bila osrednja enota bizantinskega cesarstva na Apeninskem polotoku med šestim in osmim stoletjem. Ni bila več administrativna provinca, pač pa vojaško urejena država, ki je bila sicer sestavni del velikega cesarstva, a ni mogla preveč računati na njegovo podporo. Njeni najmočnejši sovražniki so bili Langobardi, ki so jo tudi končno premagali.
Toda Langobardi niso bili edini nasprotniki Ravenskega eksarhata; nevarnost je bila tudi internega značaja, čeprav sprva ni bila očitna. Najprej se je zaradi verskih vprašanj Oglejski škof ločil od Ravenske oblasti in proglasil shizmo: oklical se je za patriarha avtokefalne cerkve. Kmalu zatem je prišlo do nesporazumov z Rimom, kjer je papež Gregor II. zaman pričakoval, da mu Bizanc in Ravenna pomagata v sporih z Langobardi. Ker sta imela bodisi Bizanc kot Ravenna dovolj svojih težav, si je rimski papež pomagal sam. To je pa bil tudi začetek papeževe politične oblasti. Zaradi verskih vprašanj je bilo trenje med Bizancem in Rimom vedno večje in prišlo je celo do odprte vojne. V vrtincu verskih razdorov, Langobardskih napadov in odprtega nasprotovanja med Rimom in Bizancem, je bil Ravenski eksarhat vedno bolj osamljen in oslabljen. V drugi polovici sedmega stoletja so se začeli upirati eksarhu tudi lokalni plemiči. Langobardi so izrabili osamljenost eksarhata in med leti 726 in 751 so ga dokončno osvojili.

## Rimski eksarhat
Bizantinci so prvič prišli v Rim leta 536 kot predstavniki Rimskega imperija, ki so pregnali barbarske okupatorje. Ko so pozneje Ostrogoti spet zavzeli Rim, so ga Bizantinci spet »rešili« in ostali na oblasti (552). Cesar Justinijan I. je opustošenemu mestu pomagal ne samo z gradnjo mostov in vodovodov, pač pa tudi z obnovo javne uprave. Ubeglo rimsko aristokracijo so nadomestili priseljeni bizantinski plemiči ter cerkveni dostojanstveniki in Rim, ki je bil prej podrejen Ravenskemu eksarhatu, je postal samostojen eksarhat. Razlikoval se je od vseh drugih, v kolikor ni bilo eksarha, ki bi združeval v svoji osebi vojaško in upravno oblast: za vojaške zadeve je bil zadolžen dux, medtem ko je bila uprava mesta prepuščena papežu. To stanje je dovolilo, da se je papeževa oblast vedno bolj utrjevala. Papež Gregor I. je, med drugim, ustvaril v mestu mrežo bogoslužnih ustanov, ki so imele nalogo braniti prebivalce, kar jasno pove, da je bil dux že malo ali nič upoštevan. Gregorjeva organizacija je bila sicer formalno v rokah diakonov in menihov, a dejansko je bila civilna ustanova in je prevzela vso upravo mesta. Ko se Ravenski eksarh ni odzval na papežev poziv, da odvrne Langobarde od Rima, je Gregor I. prevzel iniciativo in leta 598 sklenil z njimi enostranski mir. Papeževa oblast je dosegla višek leta 607, ko je bizantinski cesar Fokas odločil, da ima rimski papež oblast nad carigrajskim patriarhom. O eksarhatu tedaj že davno ni bilo več govora. Leta 728 je langobardski kralj Liutprand predlagal papežu Gregorju II. zavezništvo in mu s to priliko podaril ozemlje Sutri; zavezništvo se ni uresničilo, Sutri pa je bil prvi delček bodoče Papeške države.

## Pentapolis
Bizantinska pentapolis je vključevala mesta Ariminum, Pisaurum, Fanum Fortunae, Sena Gallica in Ancona. Pozneje so se tudi mesta v notranjosti združila v manjšo pentapolis, zato se prvotna imenuje tudi marittima ali obmorska pentapolis. To ozemlje je bilo še v starorimskih časih samostojna provinca Flaminia, zato je z razvojem mest ostalo upravno povezano. Njihova obmorska lega nedaleč eno od drugega daje razumeti, da so v času bizantinske oblasti sestavljala močno vojaško in trgovsko zvezo. Langobardi, ki so zasedli pokrajino med leti 716 in 752, pomorskih oporišč niso potrebovali, zato je tudi strateška važnost teh mest kmalu upadla.

## Venetika
Venetika ali latinsko Venetia maritima (Obalna Benečija) je zavzemala obalo današnjih dežel Benečija in Furlanija - Julijska krajina. Kadar so Langobardi zavzemali severne posesti Italijanskega eksarhata, so se prebivalci zatekali vedno bolj na obalo in na otoke, ki jih osvojevalci niso dosegli. Tako je ostalo v bizantinskih rokah skromno ozemlje, odrezano od ostalega eksarhata, zaradi česar je dobilo samostojno upravo kot eparhija in nato kot vojaško okrožje. Po padcu Ravenne leta 751 je postala Venetika glavna bizantinska prekomorska posest. Toda Bizanc je bil daleč in beneški dux je bil praktično neodvisen. V naslednjih letih je Venetika obstajala le formalno, saj je dejansko obstajala le kneževina Venetia, ki jo je končno (814) priznal tudi bizantinski cesar in ki je postala mogočna Beneška republika.

## Napoli
Ozemlje v bizantinski posesti je odgovarjalo približno današnji pokrajini Napoli. Od leta 638 dalje mu je stal na čelu dux, ki je združeval vojaško in civilno oblast. Po padcu Ravenskega eksarhata je bilo neapeljsko okrožje podrejeno sicilskemu strategu, a že leta 661 je bizantinski cesar podelil oblast nad tem ozemljem domačinu, kar je s časom privedlo do samostojne kneževine. Formalno se je sicer Neapelj še dalje proglašal za podložnika cesarstva, a dejansko je že leta 763 knez Štefan II. Neapeljski koval svoj denar. Ta dvoumna uprava je trajala vse do leta 1137, ko so Normani zasedli vso deželo.

## Zadnji eksarhat
Z osvojitvijo Ravenskega eksarhata leta 751 so Langobardi praktično zaključili bizantinsko oblast na Apeninskem polotoku. Ostale so v posesti cesarstva samo Apulija, Lucania (današnja Bazilikata) in Kalabrija, vse ostale dežele so se počasi odcepile in osamosvojile. Leta 876 so Bizantinci imenovali v mestu Bari zadnjega eksarha, ki pa ni nikoli nosil tega naslova. Sprva je bil le strategos ali patricij, pozneje katepan, iz česar se je razvil izraz kapitan. Italijanski katepanat je trajal do leta 1071. 